# Pieter Vink
Pour les articles homonymes, voir Vink.
Pieter Vink, né le 13 mars 1967 à Noordwijkerhout, est un arbitre néerlandais international depuis 2004. 
C'est lui qui a inauguré le nouveau Wembley en 2007. Il a été sélectionné pour participer à l'Euro 2008.